# Mutagen
Mutagen je vliv, který svým působením na organismus zvyšuje pravděpodobnost mutace. Rozeznáváme mutageny chemické, fyzikální a biologické.

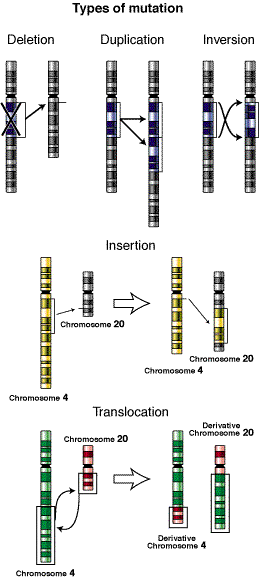
Typy mutací (angl.)

## Chemické mutageny
Jedná se o chemické látky, které buďto narušují DNA (například kyslíkové radikály, dioxiny, těžké kovy, dehet, ethidium-bromid), nebo poškozují buněčný aparát dohlížející na rovnoměrné rozdělení genetické informace (kolchicin).

## Fyzikální mutageny
Jedná se o různé druhy záření, které poškozuje DNA. Jde zejména o ionizující záření (UV záření, RTG záření, gama záření).

## Biologické mutageny
Jedná se o tzv. onkogenní viry, které infikováním buňky zvyšují šanci na mutace v DNA. Patří sem adenoviry, herpes viry, virus Epsteina-Barrové, Rousův sarkomální virus a Rauscherův virus leukémie.

## Zákon
Prodej, uvádění do oběhu a vymezení nebezpečných chemických látek a přípravků jsou upraveny ve vyhláškách č. 221/2004 Sb, č. 109/2005 Sb., vyhl. č. 78/2006 Sb., 284/2006 Sb. a 540/2006 Sb.